# Venantius von Camerino

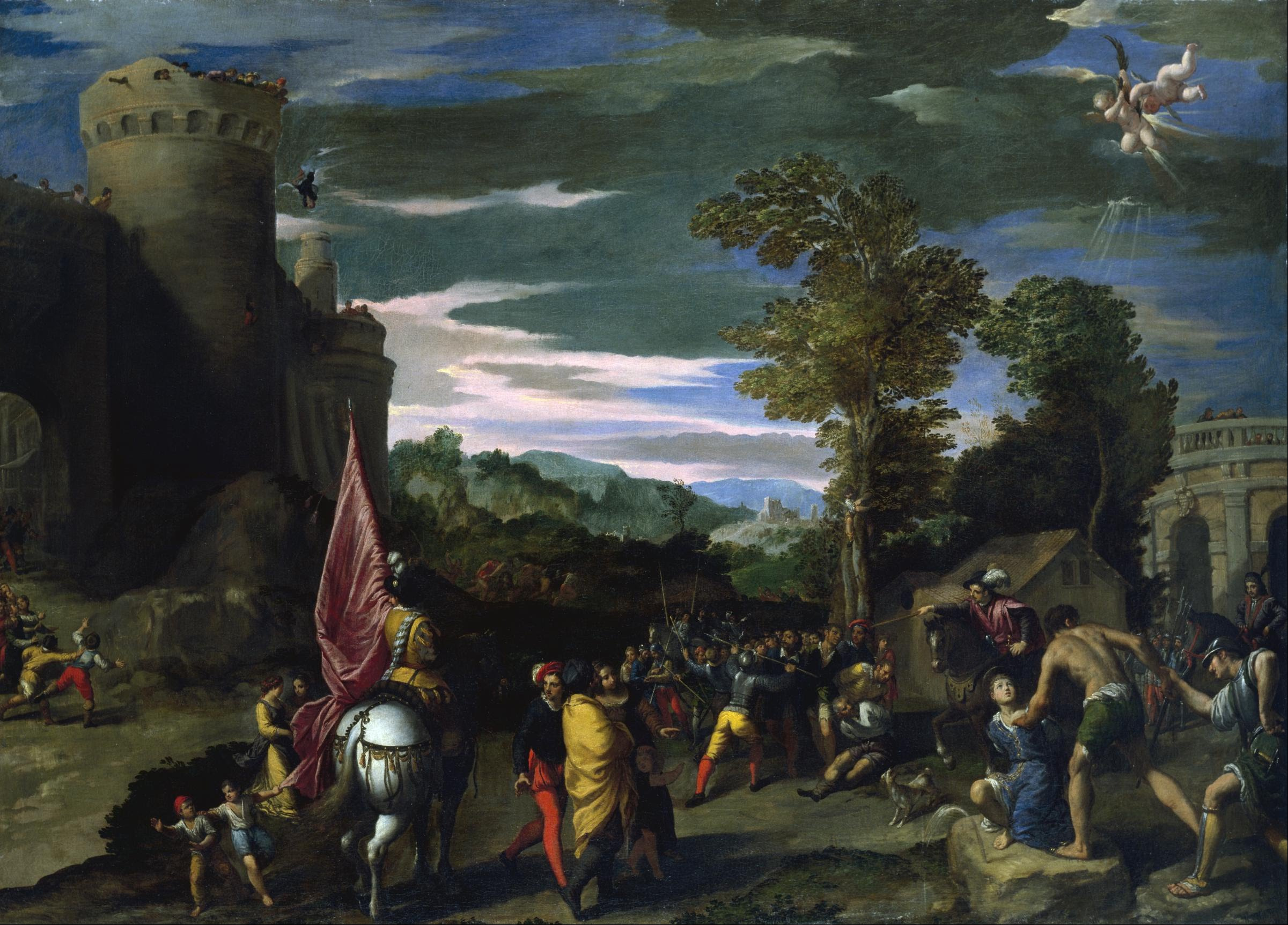
Ippolito Scarsella (1550–1620): Das Märtyrertum des heiligen Venantius von Camerino, 1595/1605

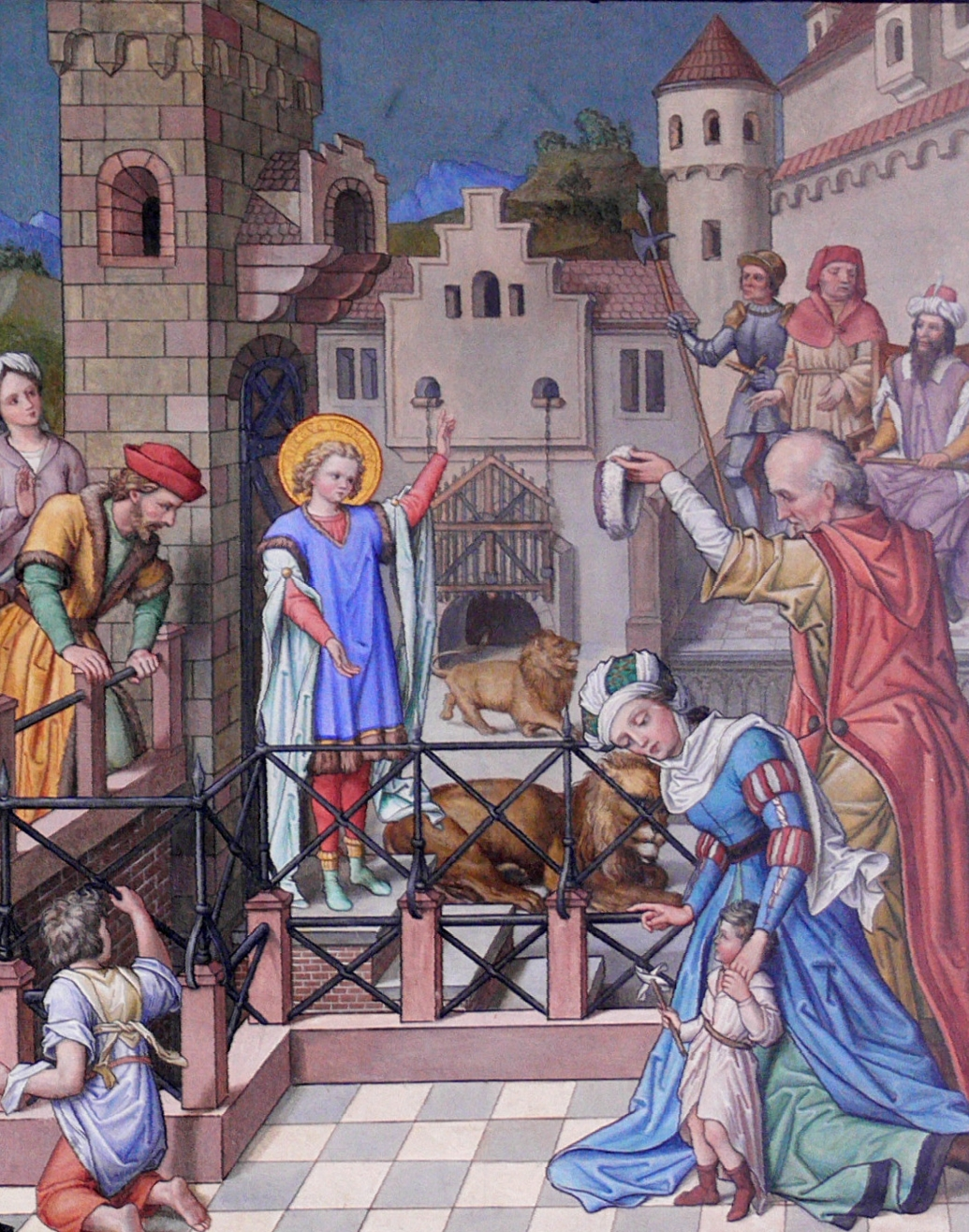
Wandgemälde zur Venantiuslegende im Kirchenschiff der Filialkirche St. Venantius in Pfärrenbach. Der den Löwen Vorgeworfene wird von diesen nicht angegriffen

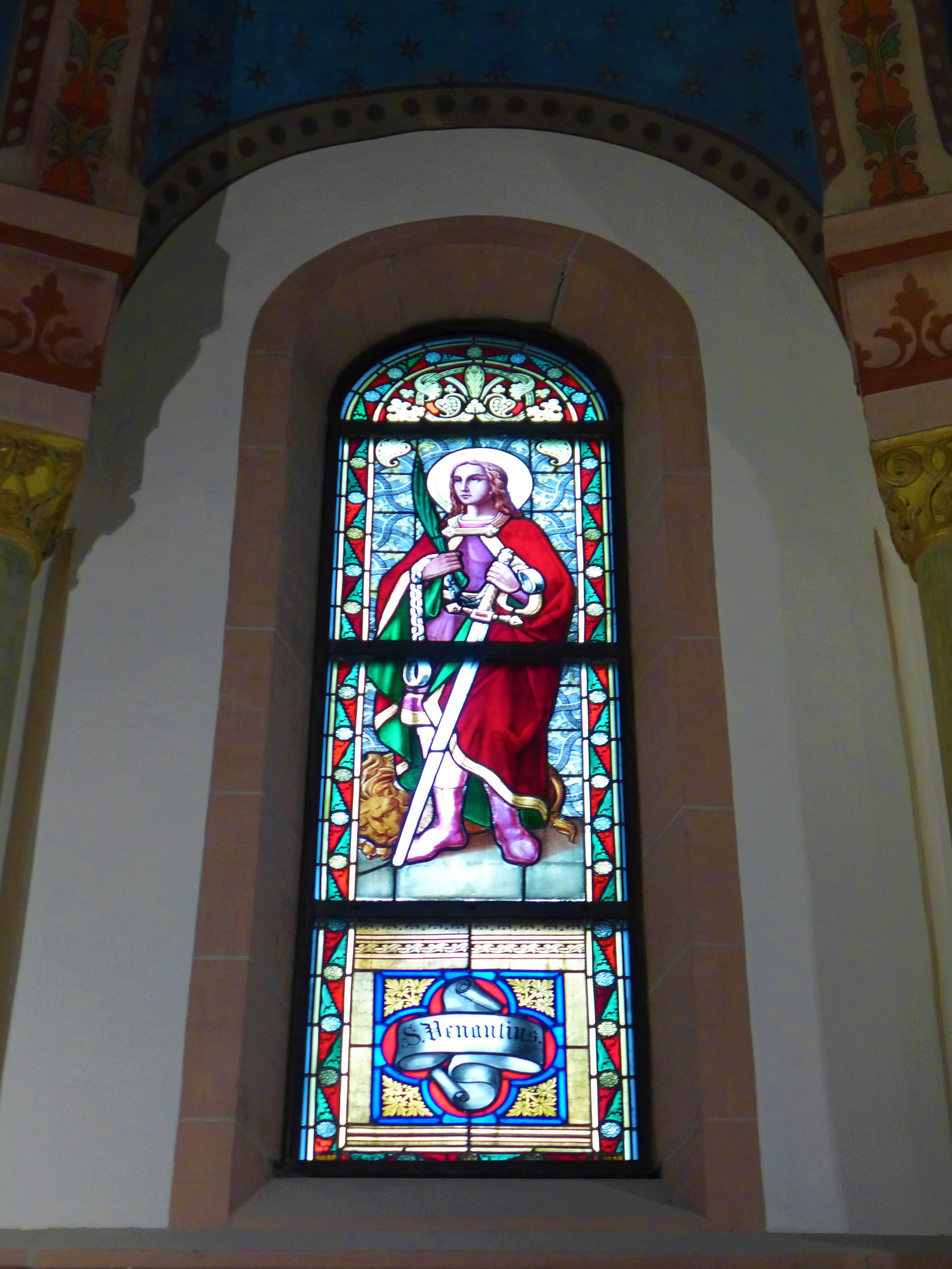
Darstellung des Heiligen in einem Apsisfenster der Venantiuskirche in Wertheim

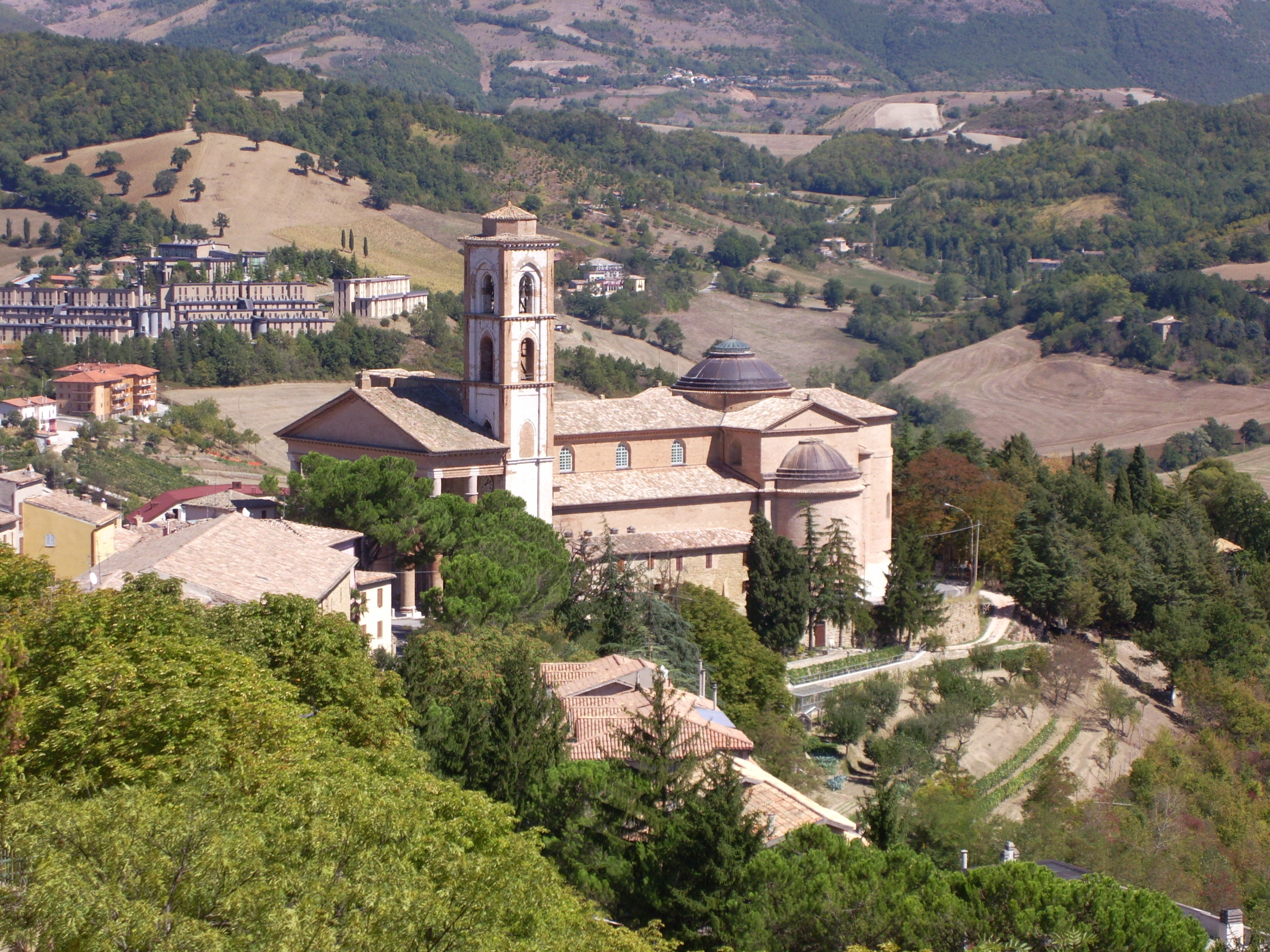
Die Basilika des Venantius in Camerino

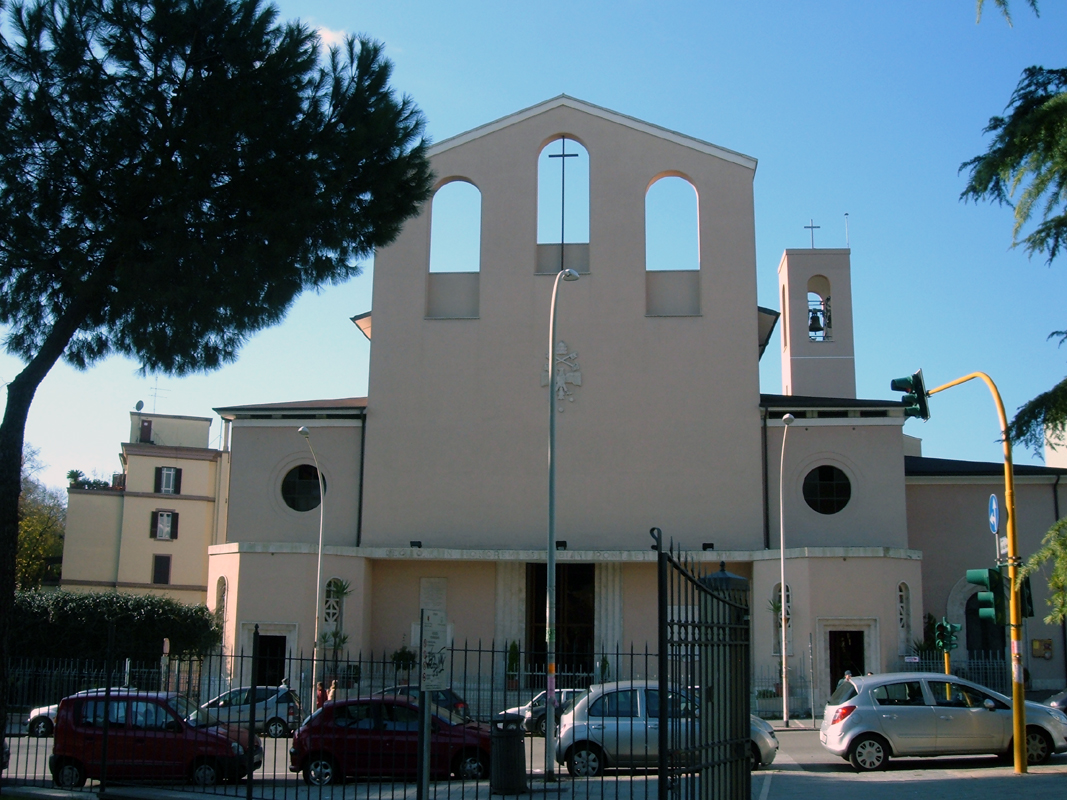
Die Kirche der Heiligen Fabianus und Venantius in Rom

Venantius von Camerino (italienisch: San Venanzio; * um 235 in Camerino; † 18. Mai 251, 253 oder 254 ebenda) ist ein Heiliger und Patron der Stadt Camerino in der italienischen Region Marken. Der etwa 15-Jährige soll im Rahmen der Christenverfolgungen des römischen Kaisers Decius gefoltert und enthauptet worden sein. Er wird in der katholischen Kirche als Märtyrer verehrt und ist Patron mehrerer Kirchen in Deutschland und Italien. Sein Gedenktag ist der 18. Mai.

## Leben
Die Legende zum Leben und Tod des jungen Märtyrers wurde vermutlich im 12. Jahrhundert auf der Grundlage der Passio des Agapitus von Praeneste verfasst.
Danach war der Adlige Venantius zum Christentum bekehrt worden und lebte bei einem Priester namens Porphyrius. Zu der Zeit, als der Statthalter des Kaisers Decius in Camerino, Antiochus, beauftragt war, Christen ihren Glauben widerrufen zu lassen, soll der Widerruf auch von Venantius gefordert worden sein. Da der Jugendliche sich weigerte, habe Antiochus ihn in den Kerker werfen und foltern lassen. Der junge Christ wurde angeblich geschlagen, wobei er seine Zähne verlor und das Kinn brach. Er soll mit Fackeln verbrannt und kopfüber über einem Feuer aufgehängt worden sein, wurde der Legende nach außerdem über Disteln, Dornen, Scherben und Felsen geschleift und schließlich den Löwen vorgeworfen, die ihn aber nicht angriffen. Kurz vor der Hinrichtung soll er von einem Felsen gestürzt worden sein. Für die durstigen, ihn folternden Soldaten habe er dennoch Wasser aus einem Stein geschlagen; auf diesem Stein soll er einen Abdruck seiner Knie hinterlassen haben. Venantius wurde anschließend enthauptet.
Mehrfach soll während der Folterungen ein Engel erschienen sein, der ihn aus den gefährlichen Situationen rettete und unter anderem den Gefängnismeister (oder auch Gerichtsschreiber) Anastastius zum Christentum bekehrte. Beim Märtyrertod von Venantius soll es zu Erdbeben und Blitzschlag gekommen sein. Der Statthalter soll einige Tage nach der Ermordung des Christen selbst unter Qualen verstorben sein.

## Gedenken
Eine Verehrung des Venantius ist seit dem 9. Jahrhundert belegt. Ein reicher Italiener namens Alabingus soll Gebeine des Venantius einem Priester namens Addo übergeben haben, der diese für Rabanus Maurus aufbewahrte. In christlichen Kalendern wird der Heilige seit dem 13. Jahrhundert genannt.
Angeblich wurde Venantius auf einem frühchristlichen Friedhof in Camerino begraben. Im 12. Jahrhundert wurde die nach ihm benannte Basilika San Venanzio erbaut – über dem vermuteten Grab. Der Kirchenbau verfügt über Bauelemente des 5. und 6. Jahrhunderts; in der original erhaltenen Krypta steht ein Sarg des Heiligen aus dem 14. Jahrhundert. Im Hochmittelalter wurde die Verehrung des Venantius populär. Bis in das 18. Jahrhundert wurde ihm zu Ehren in Camerino ein zehntägiges Volksfest gefeiert, bis heute wird dort am 18. Mai eine Prozession durchgeführt.
Zweifelhaft ist, ob unter Papst Johannes IV. aus Salona nach Rom überführte Gebeine, wie behauptet, von Venantius stammen.
Nach dem Heiligen benannte Venantiuskirchen in Deutschland:
- Venantiuskirche in Wertheim
- Venantiuskapelle in Röttgen
- Filialkirche St. Venantius (Pfärrenbach), Horgenzell

## Bildliche Darstellungen
Der Heilige wird auf Bildnissen oder Münzen häufig als römischer Ritter mit Fahne und Schwert dargestellt, manchmal hält er in der linken Hand einen Stadtplan von Camerino. Auch Folterdarstellungen sind üblich; mit einem schweren Stein im Nacken, oder an einem Pfahl mit dem Kopf nach unten hängend. Darstellungen existieren beispielsweise von:
- Johann Wolfgang Baumgartner: Das Martyrium des hl. Venantius von Camerino
- Wilhelm Völker: St. Venantius von Camerino, Venantiuskirche in Wertheim
- Ippolito Scarsella: Das Märtyrertum des heiligen Venantius von Camerino, um 1600 (s. Foto rechts)
- Statue in der Kathedrale San Catervo in Tolentino